# Tamás Faragó
Tamás Faragó (Boedapest, 5 augustus 1952) is een voormalig Hongaars waterpolospeler.
Tamás Faragó nam als waterpoloër driemaal deel aan de Olympische Spelen in 1972, 1976 en 1980. Hij veroverde een gouden, zilveren en bronzen medaille .
In de competitie kwam Faragó uit voor Vasas Sport Club.
Na zijn actieve waterpolo-carrière was Faragó onder meer bondscoach van de Hongaarse vrouwen tijdens de Olympische Spelen van 2004. De dames eindigden onder zijn leiding op de zesde plaats.
Tibor Cservenyák · 
András Bodnár · 
Tamás Faragó · 
István Görgényi · 
Zoltán Kásás · 
Ferenc Konrád · 
István Magas · 
Endre Molnár · 
Dénes Pócsik · 
László Sárosi · 
István Szívós jr. · 
Dezső Gyarmati (Bondscoach)
Gábor Csapó · 
Tibor Cservenyák · 
Tamás Faragó · 
György Gerendás · 
György Horkai · 
György Kenéz · 
Ferenc Konrád · 
Endre Molnár · 
László Sárosi · 
Attila Sudár · 
István Szívós jr. · 
Dezső Gyarmati (Bondscoach)
Gábor Csapó · 
Tamás Faragó · 
György Gerendás · 
Károly Hauszler · 
György Horkai · 
István Kiss · 
László Kuncz · 
Endre Molnár · 
Attila Sudár · 
István Szívós jr. · 
István Udvardi · 
Dezső Gyarmati (Bondscoach)
Rita Drávucz · 
Anett Györe · 
Dóra Kisteleki · 
Anikó Pelle · 
Ágnes Primász · 
Mercedes Stieber · 
Krisztina Szremkó · 
Zsuzsanna Tiba · 
Andrea Tóth · 
Ágnes Valkay · 
Erzsébet Valkay · 
Krisztina Zantleitner · 
Ildikó Sós Zirigh · 
Tamás Faragó (Bondscoach)
| Logo van de Olympische Spelen | Goud | Zilver | Brons | Logo van de Olympische Spelen |
|                               | 1    | 1      | 1     |                               |

- International Standard Name Identifier: 0000 0000 7919 7563
- Virtual International Authority File: 121402249